# Hugo Langemak
Hugo Langemak (* 4. Mai 1869; † 1937) war ein deutscher Vizeadmiral der Kaiserlichen Marine.

## Leben
Hugo Langemak war ein Sohn des Politikers und Justizrats Paul Langemak und von Maria Adelheide, geb. Giese. Sein älterer Bruder war der spätere Politiker Paul Langemak.
Hugo Langemak trat am 11. April 1885 in die Kaiserliche Marine ein, wurde mit Patent zum 13. April 1886 Seekadett und war 1890 als Unterleutnant zur See (Beförderung am 18. Mai 1888) bei der I. Matrosendivision.
Von Juli 1907 bis September 1908 war er als Korvettenkapitän Kommandant des Kleinen Kreuzers Niobe, welche zu dieser Zeit beim Kreuzergeschwader in Ostasien war. Von Februar 1911 war er als Kapitän zur See Kommandant der Schlesien. Anschließend war er bis April 1912 und von der erneuten Indienststellung am 31. Juli 1914 bis Februar 1915 Kommandant des Linienschiffs Elsass. Im Mai 1913 übernahm er das neu in Dienst gestellte Großlinienschiff Oldenburg. Das Kommando gab er Ende September des gleichen Jahres ab. Er wurde bis Juli 1914 Chef des Stabes der Torpedoinspektion.
Von Februar 1915 bis September 1915 war er Kommandant der Thüringen. Anschließend war er Führer der IV. Aufklärungsgruppe der Hochseeflotte und zugleich Führer der Torpedoboote der Ostsee. Am 24. April 1916 wurde er zum Konteradmiral befördert und wurde einen Monat später bis Dezember 1916 Befehlshaber der Aufklärungsstreitkräfte der Ostsee. Von da an war er bis Juni 1917 in verschiedenen kurzen Kommandos eingesetzt und war dann bis Kriegsende Inspekteur der Minen- und Sperrwaffen. Am 8. Juni 1919 wurde er aus der Marine verabschiedet.
Am 4. September 1919 wurde er mit dem RDA zum 8. Juni 1919 mit dem Charakter als Vizeadmiral ausgezeichnet.